# ماكو (ممثلة)
ماكو (باليابانية: 桜井真子) هي مغنية وممثلة يابانية، ولدت في 7 أكتوبر 1986 بطوكيو في اليابان.

## أدوارها في الأنمي
- ساكي - يو ماتسومي

## وصلات خارجية
- ماكو على موقع IMDb (الإنجليزية)
- ماكو على موقع ميوزك برينز (الإنجليزية)
- ماكو على موقع ميوزك برينز (الإنجليزية)
- ماكو على موقع ديسكوغز (الإنجليزية)
- ماكو على موقع قاعدة بيانات الفيلم (الإنجليزية)
- ماكو على موقع ANN person (الإنجليزية)